# Lygropia acosmialis
Lygropia acosmialis là một loài bướm đêm trong họ Crambidae.